# Podwodny szybowiec

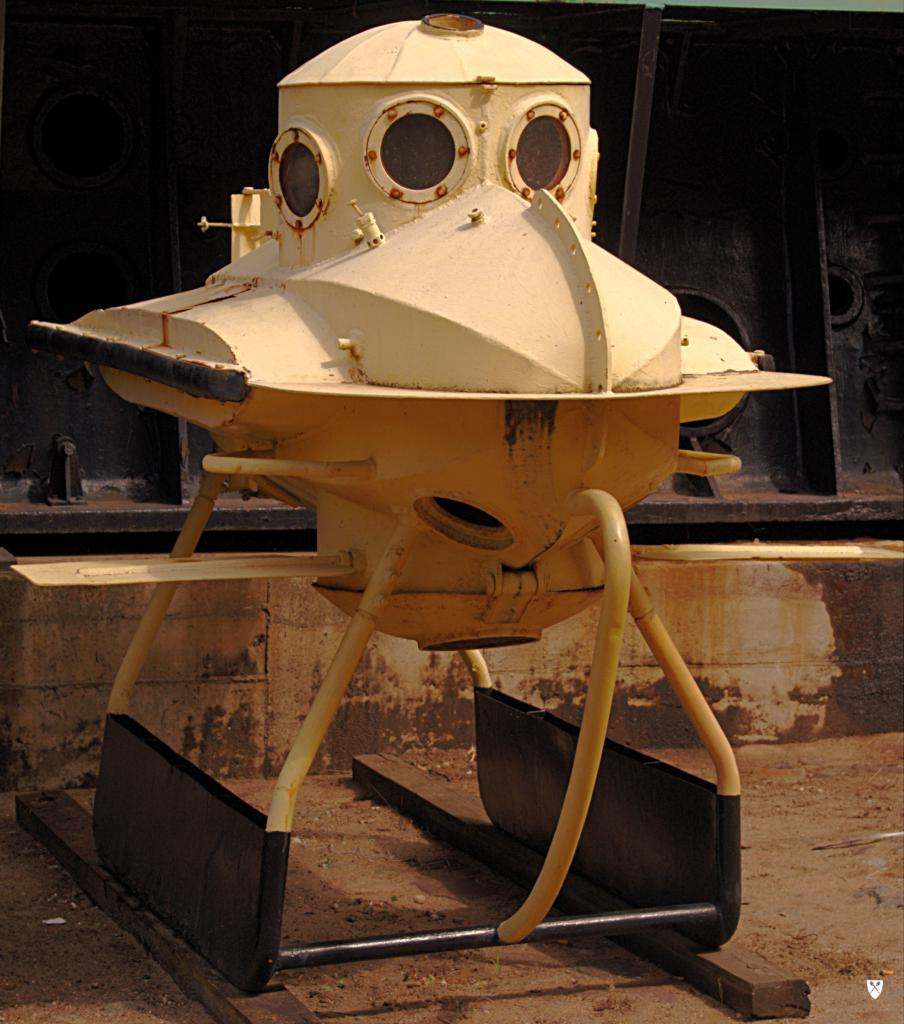
Delfin 1

Podwodny szybowiec – holowany pojazd podwodny (batyplan)  lub pojazd napędzany wypornością i siłą nośną (podwodny szybowiec). 

## Batyplan
Posiada dodatnią pływalność i nie ma zbiorników balastowych, a zanurza się dzięki sile występującej na płatach i sterach. W przypadku zerwania holu albo zatrzymania holownika wynurza się. Ze statkiem holującym połączony jest liną z wplecionym kablem zasilającym.
Podział:
- z suchą kabiną np. Delfin (Stocznia Gdyńska)
- z mokrą kabiną np. Manta-2 Gdańskiego Klubu Płetwonurków Rekin
- bez kabiny
- bezzałogowe

## Podwodny szybowiec
Pojazd podwodny który przypomina zwykły szybowiec i działa na podobnej zasadzie. Szybowiec ten doskonale oszczędza swoją energie przez to, że spędza większość czasu w trwałej, stabilnej, równowadze. Ten rodzaj pojazdów podwodnych jest często używany do długotrwałych badań naukowych np. oceanów (w okresie tygodni lub miesięcy). 
Podwodny szybowiec posiada układ regulacji wyporności pojazdu pozwalając na nurkowanie lub wynurzanie się z wody, oraz posiada układ sterowania położeniem szybowca aby wytworzyć siłę nośną na skrzydłach i w ten sposób poruszać się naprzód. System regulacji wyporności jest typową pompą, która przemieszcza olej z pojemnika w środku pojazdu do elastycznego pęcherza na zewnątrz i w ten sposób zmienia wyporność szybowca. Również są stosowane inne sposoby, np. z użyciem  tłoka i cylindra. 
Sterowanie prędkością jest osiągnięte poprzez użycie zewnętrznych  powierzchni sterowych lub poruszających  się  wewnątrz kadłuba mas zmieniających  położenie  środka ciężkości pojazdu. Jeżeli szybowiec jest odpowiednio położony wytwarza się siła nośna na skrzydłach.
Można wymienić takie "szybowce" jak  'Spray', 'Slocum' i 'Seaglider'.